# Landolfo V de Benevento
Landolfo V (fallecido en septiembre de 1033) fue príncipe de Benevento desde mayo de 987, cuando fue asociado al trono por su padre, Pandolfo II, hasta su muerte. Fue el príncipe principal desde la muerte de su padre en 1014.
En 999, Otón III visitó el santuario de San Miguel Arcángel en Monte Gargano. A su regreso a través de Benevento, firmó un título en favor del monasterio de Santa Sofía el 11 de marzo. Santa Sofía era la fundación familiar de la dinastía de Landolfo y probablemente actuaba como una especie de mausoleo dinástico. Por razones que se desconoces, Otón y los príncipes de Benevento tuvieron una riña en 1000, posiblemente sobre las reliquias de San Bartolomé, santo patrón de Benevento, para quien Otón había construido una nueva iglesia en la Isola Tiberina—San Bartolomeo all'Isola—recientemente. Según los Annales Beneventani, Otto rex cum magno exercitu obsedit Benevento: «el rey Otón con un gran ejército asedió Benevento». Nada, sin embargo, salió de aquello, salvo quizás la rendición de ciertas reliquias (la piel de san Bartolomé, quizás).
En 1003, una rebelión liderada por Adelfero, conde de Avellino, expulsó a Landolfo y su padre de Benevento. Los príncipes no permanecieron en el exilio durante mucho tiempo. En 1005, los encontramos gobernando desde su capital de nuevo. La revuelta era un mal signo, sin embargo. La agitación civil estaba en alza en el principado.
Asoció a su hijo Pandolfo III con el gobierno de Benevento en 1012 o alrededor de esa fecha. Dos años después, el Pandolfo mayor murió, dejando a Landolfo como único príncipe, con su hijo. Inmediatamente después de su muerte, los ciudadanos de Benevento lideraron una rebelión contra Landolfo y Pandolfo III. La rebelión, a diferencia de la anterior de Adelfero, fracasó a la hora de desalojar a los príncipes del poder. Sin embargo, los ciudadanos forzaron concesiones de autoridad para ellos y la aristocracia de la ciudad. Los Annales dicen facta est communitas prima: «se constituyó la primera comuna». 
Landolfo se vio obligado a someterse al imperio bizantino, cuyo catapán italiano Boianes había construido cerca la ciudad fortificado de Troia. En 1022, el emperador Enrique II reunió su ejército con otros dos ejércitos bajo Popón de Aquileya y Peregrino de Colonia en Benevento, que se sometió después de un rápido asedio. Desde allí marcharon hacia Troia, pero fracasaron a la hora de tomarla. Después de someterse al emperador de Occidente, no se vuelve a oír nada de Landolfo de nuevo en las páginas de historia hasta su muerte. Le sucedió su hijo Pandolfo. Su otro hijo, Atenolfo, más tarde elegido líder de los normandos en la Italia meridional.
Incluso más que el reinado de su padre, el de Landolfo vio el declive del principado. Forzado a someterse tanto a los bizantinos como, luego, a Enrique, Benevento difícilmente podía ya pretender incluso una independencia de facto. Más aún, el largo período (47 años) de su gobierno vio el comienzo de la resurgencia bizantina en Apulia y la respuesta lombarda. Benevento hizo lo que pudo por estar en el bando victorioso, pero solo ofreció a los rebeldes antigriegos un apoyo clandestino. A su muerte, un principado que en el pasado fue grande, había quedado tgerritorialmente reducido a poco más que la ciudad y el campo que inmediatamente la rodeaba.